# Línea 295 (Buenos Aires)
La línea 295 es una línea de colectivos que opera desde 1930. Tiene 4 ramales y es operado por Micro Omnibus Línea 45 S.A.C.I.F., mediante la razón social original Micro Ómnibus O'Higgins S.A, desde mayo de 2016.

## Ramales
La línea 295 cuenta con 4 ramales 1, 2, 4 y 5.   
Los primero dos, su recorrido es Wilde - Est.Lanús y los últimos Puente Pueyrredón viejo- Est. Lanús. 

### Ramal 1

#### A Wilde
29 de Septiembre - Las Piedras - Gral. Madariaga - Av. Sánchez de Bustamante - Camino Gral. Manuel Belgrano - Oyuela - Av. Los Pozos - Suipacha - Av. Crisólogo Larralde - Av. Fabián Onsari - Las Flores - Bolívar - Alberto Lartigau - Av. Ramón Franco - Las Flores - Paramaribo - Los Tilos- Pino - Lobos.

#### A Lanús
Lobos - Guaminí - Los Tilos - Nicasio Oroño - Las Flores - Ortega - Las Flores Av. Ramón Franco - Martín Fierro -bragado-raquel español-mariano moreno-martin fierro- Av. Bartolomé Mitre - Fabián Onsari - Gral. Arredondo - Suipacha - Cangallo - Los Pozos - Oyuela - Camino Gral. Manuel Belgrano - Deheza - Sánchez de Bustamante - Madariaga - Tucumán - Sarmiento - Sitio de Montevideo - 29 de Septiembre.

### Ramal 2

#### A Wilde
29 de Septiembre - Las Piedras  - Gral. Madariaga -  Maure - Pergamino - Bueras - T de García - Gral. Deheza - Camino Gral. Belgrano - Oyuela - Av. Los Pozos - Suipacha - Av. Crisólogo Larralde - Fabián Onsari - Las Flores - Bolívar - Alberto Lartigau - Av. Ramón Franco - Las Flores - Paramaribo - Los Tilos - Pino - Lobos.

#### A Estación Lanús
Guaminí - Los Tilos - Nicasio Oroño - Las Flores - Ortega - Las Flores - Av. Ramón Franco - Martin Fierro - Av. Bartolomé Mitre - Fabián Onsari - Gral. Arredondo - Suipacha - Cangallo - Av. Los Pozos - Oyuela - Camino Gral. Belgrano - Gral. Deheza - Bouchard - Gral. Madariaga - Tucumán - Sarmiento - Sitio De Montevideo - 29 de Septiembre.

### Ramal 4

#### A Puente Barracas/Puente Pueyrredon Viejo
29 de Septiembre - Las Piedras - Madariaga - Camino Gral. Manuel Belgrano - Magan - De La Serna - Vélez Sársfield - Lucena - Larrazabal - Av. Crisólogo Larralde - Alsina - Av. Bartolomé Mitre - José Ignacio Rucci - Manuel Estévez - Av. Hipólito Yrigoyen.

#### A Lanús
Av. Hipólito Yrigoyen - Av. Bartolomé Mitre - Maipú - Av. Manuel Belgrano - Gral. Paz - Colón - Alsina - Av. Crisólogo Larralde - Güemes - Pitágoras - Güemes - Coronel Lafuente - Vélez Sársfield - Casacuberta - Florencio Varela - De La Serna - Magan - Camino Gral. Manuel Belgrano - Madariaga - Tucuman - Sarmiento - Sitio de Montevideo - 29 de Septiembre.

### Ramal 5

#### A Puente Barracas/Puente Pueyrredon viejo
29 de Septiembre - Las piedras - Córdoba - Hipolito Bouchard - Salta - De La Serna - Vélez Sársfield - Lucena - Larrazabal - Av. Crisólogo Larralde - Alsina - Av. Bartolomé Mitre - José Ignacio Rucci - Manuel Estévez - Av. Hipólito Yrigoyen.

#### A Lanús
Av. Hipólito Yrigoyen - Av. Bartolomé Mitre - Maipú - Av. Manuel Belgrano - Gral. Paz - Colon - Alsina - Av. Crisólogo Larralde - Güemes - Pitágoras - Güemes - Coronel Lafuente - Vélez Sársfield - Casacuberta - Florencio Varela - De La Serna - Salta - Tucumán - Sarmiento - Sitio de Montevideo - 29 de Septiembre.

## Flota
| Coches: | Carrocería y Modelo: | Chasis:                      | Patente y Año: | Aire acondicionado: | Su pasado:                          |
| ------- | -------------------- | ---------------------------- | -------------- | ------------------- | ----------------------------------- |
| 501     | Italbus Tropea II    | Mercedes Benz OH1618L-SB/55  | LHK593 2012    | No                  | Ex 5 de la 110                      |
| 502     | Italbus Tropea IV    | Mercedes Benz OH1621L-SB/55  | AF483QX 2022   | Si                  | -                                   |
| 503     | Metalpar Iguazú II   | Mercedes Benz OH1618L-SB/55  | NKO512 2013    | SI                  | Ex 726 de la 119 Ex ex 21 de la 314 |
| 504     | Italbus Tropea II    | Mercedes Benz OH1718L-SB/62  | NFK851 2013    | No                  | Ex 3 de la 275 Ex ex 1 de la 506    |
| 505     | Italbus Tropea IV    | Mercedes Benz OH1621L-SB/55  | AF483QY 2022   | Si                  | -                                   |
| 506     | Metalpar Iguazú II   | Mercedes Benz OH1618L-SB/55  | NEH046 2013    | No                  | Ex 19 de la 307 Ex ex 39 de la Este |
| 507     | Italbus Tropea IV    | Mercedes Benz OH1621L-SB/55  | AF483QV 2022   | Si                  | -                                   |
| 508     | Metalpar Iguazú II   | Mercedes Benz OH1618L-SB/55  | NEH048 2013    | No                  | Ex 12 de la 307 Ex ex 39 de la Este |
| 509     | Italbus Tropea II    | Mercedes Benz OH1618L-SB/55  | NFK858 2013    | No                  | Ex 13 de la 307                     |
| 510     | Italbus Tropea II    | Mercedes Benz OH1718L-SB/62  | NFK860 2013    | No                  | Ex 21 de la 307                     |
| 511     | Italbus Tropea II    | Mercedes Benz OH1718L-SB/62  | NFK862 2013    | No                  | Ex 73 de la 307                     |
| 512     | La Favorita GR I     | Mercedes Benz OH1618L-SB/55  | MPH968 2013    | Si                  | Ex 279 de la 33 Ex ex 39 de la 68   |
| 513     | Italbus Tropea II    | Mercedes Benz OH1718L-SB/62  | NFK850 2013    | No                  | Ex 54 de la 307                     |
| 514     | Metalpar Iguazú II   | Mercedes Benz OH1618L-SB/55  | MBI643 2013    | No                  | Ex 274 de la 33                     |
| 515     | Metalpar Iguazú II   | Mercedes Benz OH1718L-SB/62  | PMW803 2016    | Si                  | Ex 27 de la 45                      |
| 516     | Metalpar Iguazú II   | Mercedes Benz OH1718L-SB/62  | AA125ZM 2016   | Si                  | Ex 13 de la 45                      |
| 517     | Metalpar Iguazú II   | Mercedes Benz OH1618L-SB/55  | MQH213 2013    | Si                  | Ex 138 de la 70                     |
| 518     | Metalpar Iguazú II   | Mercedes Benz OH1618L/55     | NOM948 2014    | Si                  | Ex 3 de la misma                    |
| 519     | Metalpar Iguazú II   | Mercedes Benz OH1618L/55     | MVF453 2013    | No                  | Ex 6 y 37 de la misma               |
| 520     | Ugarte Europeo IV    | Mercedes-Benz OH1618L-SB/55  | NUT717 2014    | Si                  | Ex 725 de la 119 Ex ex 8 de la 314  |
| 521     | Metalpar Iguazú II   | Mercedes-Benz OH1618L-SB/55  | MBI652 2013    | No                  | Ex 275 de la 33                     |
| 522     | Metalpar Iguazú II   | Mercedes Benz OH1718L-SB/62  | PMW802 2016    | Si                  | Ex 32 de la 45                      |
| 523     | Metalpar Iguazú II   | Mercedes Benz OH1718L-SB/62  | AA033UW 2016   | Si                  | Ex 12 y 39 de la 45                 |
| 524     | Metalpar Iguazú II   | Mercedes Benz OH1718L-SB/62  | PMW801 2016    | Si                  | Ex 50 de la 45                      |
| 525     | Metalpar Iguazú II   | Mercedes Benz OH1618L-SB/55  | OBQ434 2015    | Si                  | Ex 9 de la misma                    |
| 526     | Italbus Tropea II    | Mercedes-Benz OH1618L-SB/55  | MBI692 2013    | No                  | Ex 278 de la 33                     |
| 527     | Ugarte Europeo IV    | Mercedes Benz OH1718L-SB/62  | PLS349 2016    | Si                  | Ex 6 de la 45                       |
| 528     | Metalpar Iguazú II   | Mercedes Benz OH1618L-SB/55  | MPM894 2013    | No                  | Ex 106 de la 70                     |
| 529     | Metalpar Iguazú II   | Mercedes Benz OH1618L-SB/55  | MAH886 2013    | No                  | Ex 272 de la 33                     |
| 530     | Metalpar Iguazú II   | Mercedes Benz OH1718L-SB/62  | AA033UY 2016   | Si                  | Ex 41 de la 45                      |
| 531     | Metalpar Iguazú II   | Mercedes Benz OH1718L-SB/62  | NNS300 2014    | Si                  | Ex 268 de la 33 Ex ex 12 de la 45   |
| 532     | Ugarte Europeo IV    | Mercedes Benz OH1718L-SB/62  | PLS348 2016    | Si                  | Ex 7 de la 45                       |
| 533     | Metalpar Iguazú II   | Mercedes Benz OH1718L-SB/62  | AA033VA 2016   | Si                  | Ex 42 de la 45                      |
| 534     | Metalpar Iguazú II   | Mercedes Benz OH1718L-SB/62  | NNS299 2014    | Si                  | Ex 47 de la 45                      |
| 535     | Metalpar Iguazú II   | Mercedes Benz OH1618L/55     | NVR646 2014    | Si                  | Ex 32 de la misma                   |
| 536     | Italbus Tropea II    | Mercedes-Benz OH1618L-SB/55  | MBI691 2013    | No                  | Ex 276 de la 33                     |
| 537     | Metalpar Iguazú II   | Mercedes Benz OH1618L/55     | NPJ555 2014    | Si                  | Ex 37 de la misma                   |
| 538     | Metalpar Iguazú II   | Mercedes Benz OH1718-L-SB/62 | AA033UZ 2016   | Si                  | Ex 1 de la 45                       |
| 539     | Metalpar Iguazú II   | Mercedes Benz OH1618/55      | MBI703 2013    | No                  | Ex 140 de la 70                     |

### Carrocerías, chasis y años

#### Carrocerías de los coches
| Carrocerías: | Cuantos son: | Interno de los coches                                                                                                   |
| ------------ | ------------ | --- |
| Metalpar     | 24           | 503, 506, 508, 514, 515, 516, 517, 518, 519, 521, 522, 523, 524, 525, 528, 529, 530, 531, 533, 534, 535, 537, 538 y 539 |
| Italbus      | 11           | 501, 502, 504, 505, 507, 509, 510, 511, 513, 526 y 536                                                                  |
| La Favorita  | 1            | 512 |
| Ugarte       | 3            | 520, 527 Y 532 |

#### Chasis
| Chasis:                     | Cuantos son: | Interno de los coches                                                           |
| --------------------------- | ------------ | ------------------------------------------------------------------------------- |
| Mercedes Benz OH1618L-SB/55 | 15           | 501, 503, 506, 508, 509, 512, 514, 520, 521, 525, 526, 528, 529, 536, y 539     |
| Mercedes Benz OH1718L-SB/62 | 16           | 504, 510, 511, 513, 515, 516, 522, 523, 524, 527, 530, 531, 532, 533, 534 y 538 |
| Mercedes Benz OH1618L/55    | 4            | 518, 519, 535 y 537                                                             |
| Mercedes Benz OH1621L-SB/55 | 3            | 502, 505 y 507                                                                  |

#### Año
| Año: | Cuantos son: | Interno de los coches:                                                                    |
| ---- | ------------ | ----------------------------------------------------------------------------------------- |
| 2022 | 3            | 502, 505 y 507                                                                            |
| 2016 | 10           | 515, 516, 522, 523, 524, 527, 530, 532, 533 y 538                                         |
| 2014 | 7            | 518, 520, 525, 531, 534, 535 y 537                                                        |
| 2013 | 18           | 503, 504, 506, 508, 509, 510, 511, 512, 513, 514, 517, 519, 521, 526, 528, 529, 536 y 539 |
| 2012 | 1            | 501                                                                                       |